# 市川雅
市川 雅（いちかわ みやび、1937年1月15日 - 1997年2月10日）は、舞踊評論家。

## 生涯
東京出身。本名・雅章。東京都立駒場高等学校卒、1960年早稲田大学第一法学部卒、1970年同大学院文学研究科博士課程満期退学。
この間渡米、1980年には大野一雄の欧米公演に同行、日本の現代舞踊などを海外に紹介する。アジア国際舞踊フェスティバルなどの開催にも尽した。ヴァーツラフ・ニジンスキーについての訳業がある。
93年早大客員教授。

## 著書
- 『行為と肉体』田畑書店 1972
- 『アメリカン・ダンスナウ モダン・ダンス&ポスト・モダン・ダンス』PARCO出版局 1975
- 『舞踊のコスモロジー』勁草書房 1983
- 『舞姫物語』白水社 1990
- 『ダンスの20世紀』新書館 1995
- 『見ることの距離 ダンスの軌跡1962-1996』國吉和子編 新書館 2000

英訳
- Performing Arts in Japan Now : Contemporary Dance in Japan [translated by Richard Hart].Japan Foundation, 1994?

### 共編
- 『ニジンスキー頌』編 新書館 1990
- 『技術としての身体』野村雅一共編 大修館書店 叢書・身体と文化 1999

### 翻訳
- ロモラ・ニジンスキー編『ニジンスキーの手記 肉体と神』現代思潮社 1971
- マリア=ガブリエル・ヴォジーン『神聖舞踏 神々との出あい』イメージの博物誌 平凡社 1977
- R.ニジンスキー『その後のニジンスキー』現代思潮社 1977